# Ceriani
La Ceriani è stata un'azienda italiana specializzata nella progettazione e costruzione di sospensioni e freni destinati alla produzione motociclistica.

## Storia
La storia aziendale ebbe inizio nel 1951, quando Arturo Ceriani fondò a Samarate l'Officina Meccanica Ceriani che subito si dedicò esclusivamente alla realizzazione di forcelle elastiche per motociclette. 

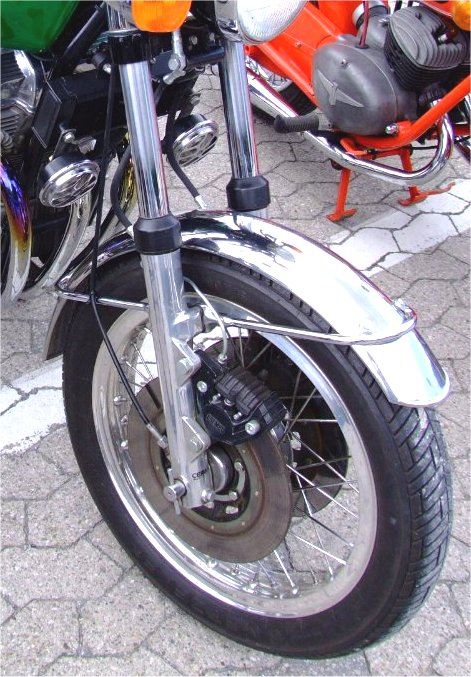
Forcella teleidraulica Ceriani montata su Laverda 1000 del 1974, con attacco per le pinze del doppio disco Brembo

In Europa, la grande diffusione dei cosiddetti assemblatori, ovvero di case costruttrici caratterizzate da un ciclo produttivo parziale, avevano favorito la nascita di molte aziende specializzate nella fornitura di componenti e parti strutturali per motocicli e ciclomotori. Tra queste aziende, la Ceriani seppe bene inserirsi e, in pochi anni, primeggiare per soluzioni tecniche d'avanguardia e qualità dei materiali.
In seguito alla scomparsa del fondatore, nel 1964, la direzione aziendale venne assunta dal figlio Enrico Ceriani che, nella prosecuzione della politica industriale paterna, impresse una forte accelerazione all'espansione aziendale. I reparti furono trasferiti in un stabilimento appositamente realizzato e dotati di macchinari moderni di elevata precisione. La ragione sociale venne tramutata in ARCES (acronimo di ARturo CEriani Samarate), ma la nuova denominazione resterà confinata nell'ufficialità burocratica, continuando ad essere Ceriani l'appellativo generalmente usato, sia dal grande pubblico che dagli addetti ai lavori e dalla stampa specializzata, per identificare la marca e i suoi prodotti.
All'interno della nuova sede venne anche creato un reparto esperienze che aveva il compito di studiare nuove soluzioni tecniche e realizzare sospensioni e freni speciali per le moto da competizione.
Nella seconda metà degli anni sessanta l'azienda cominciò a produrre per le competizioni un pregevole modello di freno anteriore a tamburo, in lega leggera dotato e di quattro ganasce, e un tipo di forcella teleidraulica a steli scoperti, soprattutto pensata per il motocross che, ben presto, venne adottata anche su larga parte della produzione motociclistica stradale.
La richiesta della nuova sospensione teleidraulica fu talmente elevata da costringere la ARCES a prevedere incrementi produttivi annui anche del 100% sull'anno precedente. Già nel 1972 furono prodotte oltre 100.000 coppie di forcelle teleidrauliche, delle quali quasi trentamila di tipo competizione, a fronte di 77.826 motocicli immatricolati in Italia. Alle gare sportive rimaneva principalmente confinata la produzione dei raffinati freni a tamburo, con qualche eccezione per costosi modelli di piccola serie come la Laverda 750 SFC.
Il rapido ed inatteso declino della Ceriani iniziò nella seconda metà degli anni settanta, quando la forte crisi delle case costruttrici europee mise in grave difficoltà lo stabilimento di Samarate, ormai dimensionato per grandi numeri di produzione. Risultarono favorite aziende più piccole ed improntate ad una produttività elastica come la Nuova Forcelle Italia, la Marzocchi e la Paioli che, nel frattempo, si erano conquistate il loro spazio nel settore d'eccellenza delle competizioni. La parallela produzione di freni a tamburo ad alte prestazioni era da tempo in declino, a causa del sempre più diffuso impiego degli impianti a disco.
La Ceriani non seppe ridimensionare il proprio apparato produttivo alle nuove esigenze del mercato e, nel 1980, chiuse i battenti. Il suo prestigioso marchio venne acquistato, nel 1997, dalla Paioli.

## Fonti
- Michele Verrini, Profili di case costruttrici - Motociclismo - 11/1973, Edisport, Milano